# Jean-Luc Préel
Jean-Luc Préel, né le 30 octobre 1940 à Caen et mort le 3 septembre 2015 à La Roche-sur-Yon, est un homme politique français.

## Biographie
Né le 30 octobre 1940 à Caen, il fait sa scolarité à l'institution Sainte Marie de Caen. Interne des hôpitaux de Paris, Jean-Luc Préel est arrivé à La Roche-sur-Yon en 1975 pour la création du CHD. Médecin hospitalier, chef du service de gastroentérologie du centre hospitalier départemental de La Roche-sur-Yon.
Il est élu sur la liste de Philippe Mestre comme conseiller municipal d'opposition de La Roche-sur-Yon en 1983, face à Jacques Auxiette.
En 1985, il est élu après une campagne intense face à Jacques Auxiette, conseiller général de La Roche-sur-Yon. 
Il est élu député le 5 juin 1988 dans la 1re circonscription de la Vendée. Réélu en 1993, en 1997 et en 2002, il fait partie du groupe UDF.
En 2007, il rompt avec l'UDF de François Bayrou et il rejoint la majorité présidentielle à la suite de la victoire de Nicolas Sarkozy à l'élection présidentielle. Il est réélu député sous l'étiquette PSLE-Nouveau Centre.
Il est secrétaire, puis vice-président (2007) de la commission des affaires culturelles, familiales et sociales de l'Assemblée nationale.
En avril 2012, Jean-Luc Préel déclare prendre acte du soutien accordé par le président du conseil général de la Vendée, Bruno Retailleau (UMP), à Alain Lebœuf, conseiller général (divers droite) du canton de Rocheservière et maire de Rocheservière, pour les législatives à venir ; il annonce ainsi à ses électeurs qu'il renonce à sa propre candidature, pour laquelle il avait pourtant obtenu l'investiture de l'UMP, du Nouveau Centre et des radicaux.
Il meurt le 3 septembre 2015, emporté par la leptospirose

## Autres mandats
- Conseiller municipal de La Roche-sur-Yon (Vendée), 1983-2001.
- Conseiller général de la Vendée, 1985-1992.
- Conseiller régional des Pays de la Loire, 1992-1998.
- Membre du conseil de surveillance de la Caisse nationale de l'assurance maladie des travailleurs salariés et du conseil de surveillance de la Caisse nationale d'assurance vieillesse des travailleurs salariés.
- Membre du Conseil d'orientation des retraites.